# Kępie Zaleszańskie
Kępie Zaleszańskie – wieś w Polsce, położona w województwie podkarpackim, w powiecie stalowowolskim, w gminie Zaleszany. 

## Historia wsi
Wieś istniała jako przysiółek Zaleszan już w XV wieku i nazywana była wtedy Kampie. Jedna z pierwszych wzmianek o miejscowości pochodzi ze Słownika geograficznego Królestwa Polskiego i innych krajów słowiańskich.

## Atrakcje i instytucje
Centrum Sportowo-Rekreacyjne „Kręgle" w Kępiu Zaleszańskim zostało otwarte w 2010 roku. Mieści się ono w zmodernizowanym budynku Domu Ludowego, w centralnej części wsi. Kręgielnia oprócz dwóch profesjonalnych torów do kręgli posiada też stół do bilardu, dart, piłkarzyki i strefę relaksu.

## Społeczność
Remiza OSP w Kepiu Zaleszańskim mieści się w centrum wsi, tuż obok stadionu piłki nożnej, placu zabaw oraz Kręgielni. Instytucja ta, ma ponad 70-letnią tradycję. W 2023 roku, jednostka wyjechała do 12 zdarzeń, a w 2022 roku otrzymała nowy wóz strażacki. Strażacy ochotnicy co roku biorą udział w Zawodach Sportowo-Pożarniczych, w których drużyny damska i męska, wiodą prym. Co roku we wrześniu organizowany jest też Piknik Rodzinny, bogaty w wiele atrakcji oraz posiadający cechy edukacyjne.   
Od 2019 roku we wsi funkcjonuje też Koło Gospodyń Wiejskich.  Kobiety zrzeszone w KGW specjalizują się w wyrobie regionalnych pierogów z gęsiną, wiciem wianków dożynkowych, rękodziełem oraz kultywowaniem rodzimej tradycji lasowickiej. 

## Fauna i flora
Na obszarze wsi znajdują się obszary Natury 2000, gdzie między Łęgiem, a Osą chroni się derkacze, kszyki oraz czajki.

## Turystyka
Przez Kępie Zaleszańskie przebiega Wschodni Szlak Rowerowy „Green Velo”. Wzdłuż trasy na terenie powiatu stalowowolskiego powstały 4 MOR-y, czyli Miejsca Obsługi Rowerzystów - jeden z nich mieści się w Kepiu przy ulicy św. Jana Pawła II. 

## Sołectwo
Aktualnym Sołtysem w Kepiu Zaleszańskim jest Pani Justyna Jurek, która w 2021 roku została Sołtysem Roku Powiatu Stalowowolskiego. Plebiscyt organizował magazyn Sztafeta. 

## Przysiółki
| SIMC    | Nazwa      | Rodzaj    |
| ------- | ---------- | --------- |
| 0810727 | Kąt        | część wsi |
| 0810733 | Kolonia    | część wsi |
| 0810740 | Ruska Wieś | część wsi |
| 0810762 | Za Kępiną  | część wsi |
| 0810756 | Zajeziorze | część wsi |

W latach 1975–1998 wieś administracyjnie należała do województwa tarnobrzeskiego.